# Lliga Verda
Lliga Verda (finès Vihreä liitto, suec Gröna Förbundet) és un partit polític finlandès d'ideologia ecologista. Encara que es va presentar per primer cop a les eleccions parlamentàries finlandeses de 1983, com a tal no es va constituir fins al 1987 com a moviment popular que aplegava sectors també procedents del feminisme i del moviment antinuclear. A les eleccions de 1987 va obtenir 4 representants, que van augmentar a 10 a les de 1991. A les eleccions europees de 2004 van obtenir 2 eurodiputats i a les legislatives de 2007 augmentaren a 15 diputats. El seu líder és Maria Ohisalo. A les legislatives de 2019 van disminuir fins a 20 diputats.

## Resultats electorals

### Eleccions al Parlament
| Any  | Vots    | %     | Escons   | +/- | Govern             |
| ---- | ------- | ----- | -------- | --- | ------------------ |
| 1983 | 43,754  | 1.47  | 2 / 200  | Nou | Oposició           |
| 1987 | 115,988 | 4.03  | 4 / 200  | 2   | Oposició           |
| 1991 | 185,894 | 6.82  | 10 / 200 | 6   | Oposició           |
| 1995 | 181,198 | 6.52  | 9 / 200  | 1   | Coalició           |
| 1999 | 194,846 | 7.27  | 11 / 200 | 2   | Coalició (1999–02) |
| 1999 | 194,846 | 7.27  | 11 / 200 | 2   | Oposició (2002–03) |
| 2003 | 223,846 | 8.01  | 14 / 200 | 3   | Oposició           |
| 2007 | 234,429 | 8.46  | 15 / 200 | 1   | Coalició           |
| 2011 | 213,172 | 7.25  | 10 / 200 | 5   | Coalició (2011–14) |
| 2011 | 213,172 | 7.25  | 10 / 200 | 5   | Oposició (2014–15) |
| 2015 | 253,102 | 8.53  | 15 / 200 | 5   | Oposició           |
| 2019 | 354,194 | 11.49 | 20 / 200 | 5   | Coalició           |
| 2023 | 217,426 | 7.03  | 13 / 200 | 7   | Oposició           |

### Eleccions presidencials
| Any  | Candidat       | 1a volta | 1a volta   | 1a volta | 2a volta  | 2a volta    | 2a volta |
| Any  | Candidat       | Vots     | %          | Pos.     | Vots      | %           | Resultat |
| ---- | -------------- | -------- | ---------- | -------- | --------- | ----------- | -------- |
| 2000 | Heidi Hautala  | 100,740  | 3,3 / 100  | 5è       |           |             | Derrota  |
| 2006 | Heidi Hautala  | 105,248  | 3,5 / 100  | 4t       |           |             | Derrota  |
| 2012 | Pekka Haavisto | 574,275  | 18,8 / 100 | 2n       | 1,077,425 | 37,4 / 100  | Derrota  |
| 2018 | Pekka Haavisto | 370,823  | 12,4 / 100 | 2n       |           |             | Derrota  |
| 2025 | Pekka Haavisto | 836,357  | 25,8 / 100 | 2n       | 1,476,548 | 48,38 / 100 | Derrota  |

### Eleccions municipals
| Any  | Vots    | %    | Regidors     | +/- |
| ---- | ------- | ---- | ------------ | --- |
| 1984 | 76,441  | 2.8  | 101 / 12.881 | Nou |
| 1988 | 61,581  | 2.3  | 94 / 12.842  | 7   |
| 1992 | 184,787 | 6.9  | 343 / 12.571 | 249 |
| 1996 | 149,334 | 6.3  | 292 / 12.482 | 51  |
| 2000 | 171,707 | 7.7  | 338 / 12.278 | 46  |
| 2004 | 175,933 | 7.4  | 314 / 11.966 | 24  |
| 2008 | 228,277 | 8.9  | 370 / 10.412 | 56  |
| 2012 | 213,100 | 8.5  | 323 / 9.674  | 47  |
| 2017 | 320,235 | 12.5 | 534 / 8.999  | 211 |
| 2021 | 258,624 | 10,6 | 432 / 8.859  | 102 |
| 2025 | 253,592 | 10.5 | 417 / 8.586  | 16  |

### Parlament Europeu
| Any  | Vots    | %     | Escons | +/-             |
| ---- | ------- | ----- | ------ | --------------- |
| 1996 | 170,670 | 7.6   | 1 / 16 | Nou             |
| 1999 | 166,786 | 13.4  | 2 / 16 | 1               |
| 2004 | 172,844 | 10.4  | 1 / 14 | 1               |
| 2009 | 206,439 | 12.4  | 2 / 13 | 1               |
| 2014 | 160,967 | 9.3   | 1 / 13 | 1               |
| 2019 | 292,892 | 16.0  | 2 / 13 | 1               |
| 2024 | 206,178 | 11.27 | 2 / 15 | 1 (post-Brexit) |

## Líders del partit
- Kalle Könkkölä (1987)
- Heidi Hautala (1987–1991)
- Pekka Sauri (1991–1993)
- Pekka Haavisto (1993–1995)
- Tuija Brax (1995–1997)
- Satu Hassi (1997–2001)
- Osmo Soininvaara (2001–2005)
- Tarja Cronberg (2005–2009)
- Anni Sinnemäki (2009–2011)
- Ville Niinistö (2011–2017)
- Touko Aalto (2017–2018)
- Pekka Haavisto (2018–2019)
- Maria Ohisalo (2019–)